# Michail Kuz'mič Jangel'
Michail Kuz'mič Jangel' (in russo Михаил Кузьмич Янгель?; Irkutsk, 7 novembre 1911, 25 ottobre del calendario giuliano – Mosca, 25 ottobre 1971) è stato un ingegnere sovietico ed un pioniere della progettazione dei razzi.

## Biografia
Nacque a Irkutsk, in Siberia. Conseguita la laurea nel 1937, cominciò la sua carriera come ingegnere aeronautico. Nel 1950 passò al campo dei missili balistici ed ebbe l'incarico di responsabile dei sistemi di guida.
In qualità di collaboratore di Sergej Pavlovič Korolëv istituì un centro per la propulsione a razzo a Dnipropetrovsk in Ucraina, che nel 1954 divenne un ufficio di progettazione autonomo chiamato OKB-586. Jangel' si occupò dello sviluppo e della produzione su larga scala dei missili balistici intercontinentali e fu un pioniere dell'uso dei propellenti ipergolici. L'ufficio da lui diretto progettò i missili R-12 (SS-4 Sandal), R-16 (SS-7 Saddler) ed R-36 (SS-9 Scarp). Nel corso dello sviluppo del missile R-16, Jangel' scampò per poco alla morte nella catastrofe di Nedelin. Nel 1962 Jangel' progettò il razzo R-56 per effettuare una missione umana sulla Luna, ma nel 1964 gli vennero preferiti il razzo Proton di Vladimir Nikolaevič Čelomej (che sarebbe servito per effettuare una missione orbitale attorno alla Luna) e il razzo N1 di Sergej Pavlovič Korolëv, che sarebbe stato utilizzato per lo sbarco vero e proprio. Jangel' si dedicò allora alla progettazione del modulo lunare LK, il mezzo da sbarco che avrebbe dovuto staccarsi dalla navicella Sojuz per portare i cosmonauti sulla superficie lunare. In seguito al fallimento del razzo N1, il progetto di uno sbarco umano sovietico sulla Luna venne prima accantonato e poi definitivamente cancellato.
Jangel' morì a Mosca nel 1971.

## Premi
- Premio Lenin (1960)
- Premio di Stato dell'URSS (1967)
- Ordine della Rivoluzione d'ottobre
- 4 volte Ordine di Lenin